# El-Ghriba

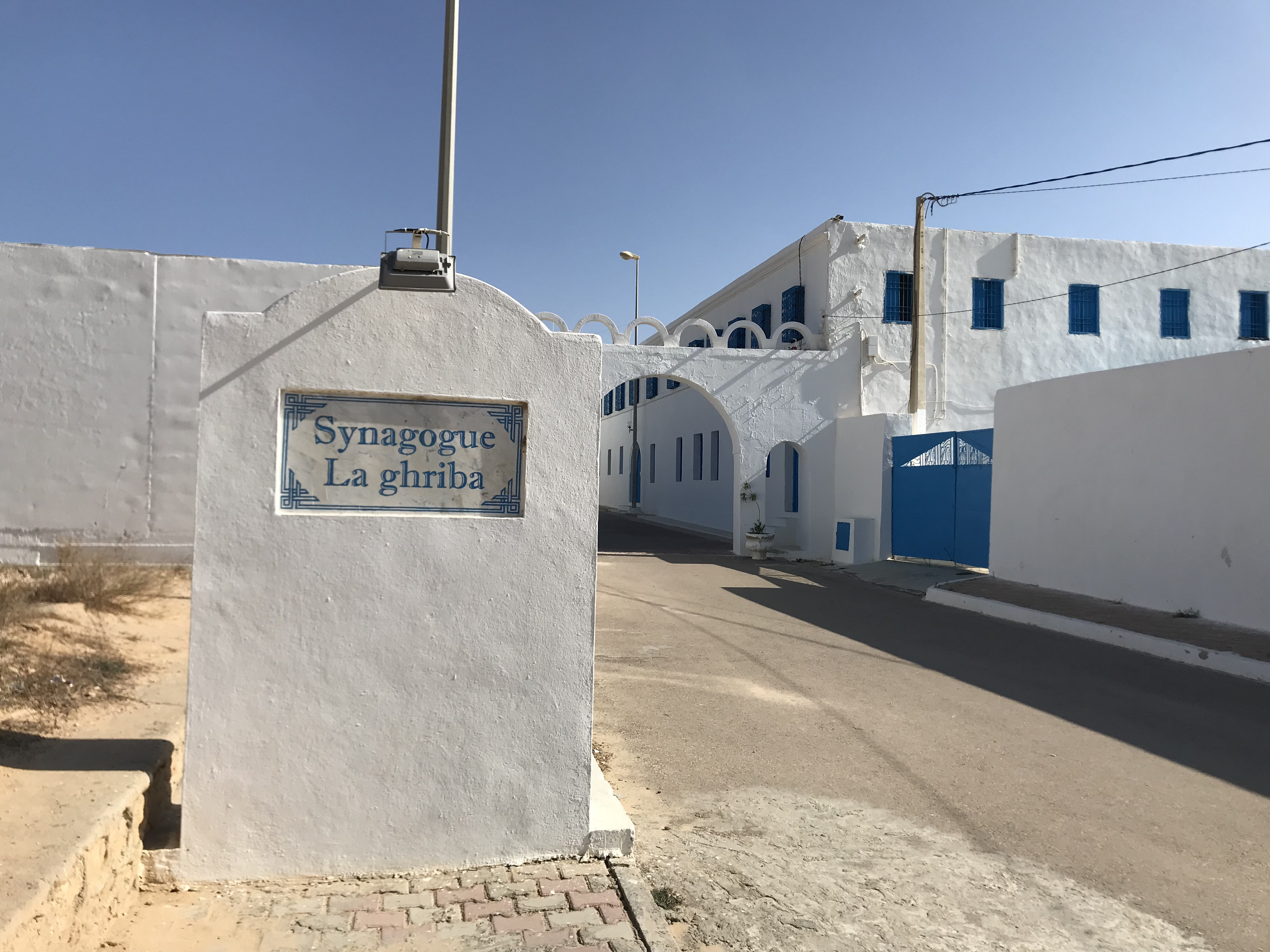
El Ghriba

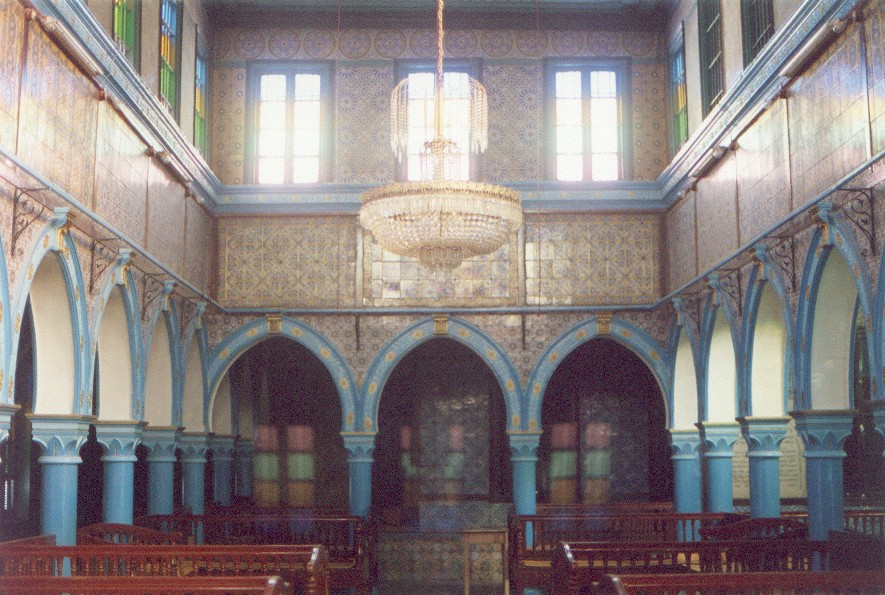
Interieur van de synagoge

El-Ghriba is een zeer oude synagoge die zich op het Tunesische eiland Djerba bevindt, bij de plaats Hara Seghira, enkele kilometers ten zuidwesten van Houmt Souk, de hoofdstad van het eiland.
El-Ghriba zou opgericht zijn in 586 v.C. en is daarmee de oudste synagoge van Afrika alsook een van de oudste synagoges van de wereld. Volgens overleveringen vluchtte een groep joden na de verwoesting van de Tempel van Salomo in Jerusalem naar dit eiland, waar ze deze synagoge bouwden. Er vinden al eeuwen jaarlijks pelgrimstochten plaats naar El-Ghriba tijdens Lag Baomer. In 2016 leefden er zo'n 1.100 joden in Djerba, terwijl er voor de onafhankelijkheid in 1956 meer dan 100.000 joden in Tunesië leefden. De meesten migreerden naar Israël, omwille van vervolging.
Op 11 april 2002, na duizenden jaren van vreedzaam bestaan, werd er bij de synagoge een zelfmoordaanslag gepleegd met een vrachtwagen met explosieven. Hiermee werden 21 mensen vermoord, waaronder 14 Duitse toeristen. Deze aanslag werd door Al Qaida opgeëist.
Op 9 januari 2018 was er een mislukte poging om de synagoge plat te branden met molotovcocktails. In 2023 kwamen 4 mensen om bij een schietpartij tijdens de viering van Lag Baomer in de synagoge.